# Gu Yanwu
Gu Yanwu (chino: 顧炎武) (15 de julio de 1613 - 15 de febrero de 1682), también conocido como Gu Tinglin (chino: 顧亭林), fue un filólogo, geógrafo y famoso funcionario letrado chino de la dinastía Qing. Pasó su juventud durante la conquista manchú de China en actividades antimanchúes tras el derrocamiento de la dinastía Ming. Nunca llegó a servir a la dinastía Qing. En cambio, viajó por todo el país y se dedicó a formarse.

## Biografía

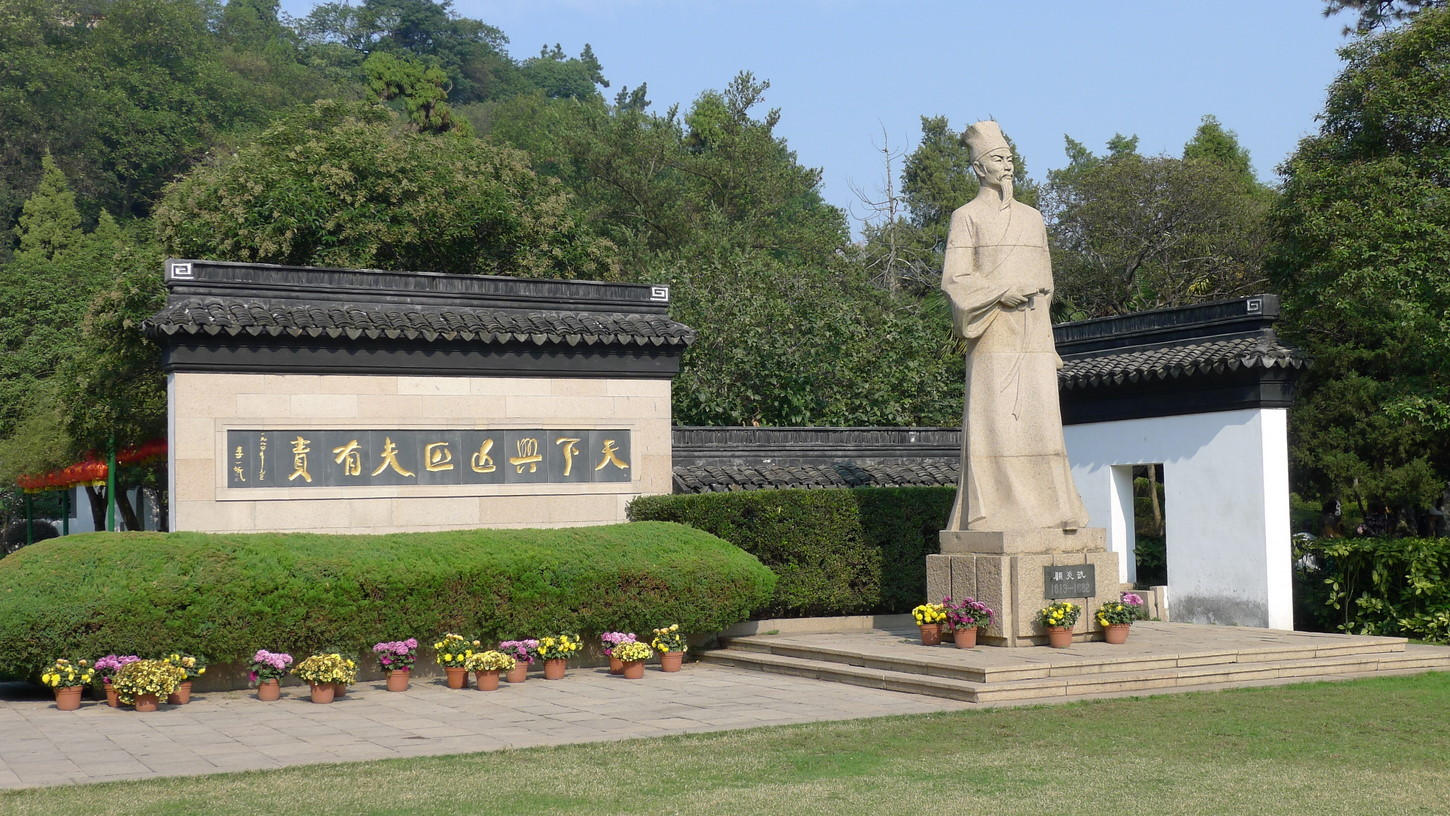
Estatua de Gu Yanwu en el Parque Tinglin, Kunshan.

Originario de Qiandeng, en Kunshan (provincia de Jiangsu), nació como Gu Jiang (en chino tradicional, 顧絳; en chino simplificado, 顾绛; pinyin, Gù Jiàng) en el seno de una ilustre familia, comenzando su escolaridad a los 14 años y se formó como erudito, distinguiéndose por su talento. La caída de la dinastía Ming en 1644 y la conquista de China por la dinastía manchú Qing, a la que nunca juró lealtad, pusieron fin a sus ambiciones de hacer carrera oficial. Al principio participó en la lucha armada contra la nueva dinastía, pero más tarde se refugió en el sur, cuando el poder manchú había triunfado sobre sus rivales y parecía firmemente establecido. 
Posteriormente, Gu Yanwu llevó una vida itinerante, dedicándose a su trabajo intelectual y el estudio de las razones por las que había colapsado el imperio Ming. Se tienen registros de que en 1655, los funcionarios locales presentaron cargos contra él y lo encarcelaron. Fue liberado de prisión con la ayuda de un amigo.
En 1682, mientras regresaba de la casa de un amigo a Huaying, Gu se cayó del caballo y murió al día siguiente.

## Pensamiento y Obras
Gu Yanwu fue un intelectual de gran talento. Es conocido sobre todo por sus obras fonéticas y filológicas sobre el chino antiguo, así como por sus trabajos geográficos, enriquecidos por su propia experiencia como viajero. Basado en Chen Di, que había demostrado que el chino antiguo tenía su propio sistema fonológico, Gu dividió las palabras del chino antiguo en 10 grupos de rima, el primero en hacerlo. Su enfoque positivista de una variedad de disciplinas y su crítica del neoconfucianismo tuvieron una gran influencia en los estudiosos posteriores. Entre sus trabajos de incluyen Yinxue Wushu (音學五書) y Zhao Yu Zhi (肇域志). Su erudición quedó plasmada sobre todo en sus Notas de conocimientos adquiridos a lo largo de los días, Ri Zhi Lu (日知錄), publicadas tras su muerte, una vasta colección de reflexiones sobre diversos temas (política, moral, estudios clásicos, historia, filología, etc.). También fue uno de los precursores de la crítica histórica.
Inspirado por los eruditos críticos de finales de la dinastía Ming, Gu Yanwu fue un joven miembro de la Sociedad de Renovación, que reunía a algunos de los más ilustres, entre ellos su amigo Huang Zongxi. Junto con Huang Zongxi y Wang Fuzhi, está considerado uno de los más grandes pensadores de finales de la época Ming y principio de la Qing.
Como ellos y muchos otros eruditos de su época, expresó su lealtad a la tradición china y su rechazo a los "bárbaros" como él veía a los manchúes. Su pensamiento también se caracterizaba por un énfasis en lo práctico y lo concreto, sus obras tenían una función principalmente utilitaria y rechazaban las reflexiones especulativas. Como crítico de las corrientes tradicionales, dirigió sus críticas contra el pensamiento neoconfuciano.

## Aforismos
Todo el mundo es responsable del destino del mundo (en chino tradicional, 天下興亡，匹夫有責; pinyin, tiān xià xīng wáng, pǐ fū yǒu zé)
Alternativamente, El auge y la caída de la nación concierne a todos; o Todo el mundo es responsable de la prosperidad de la sociedad.

## Legado

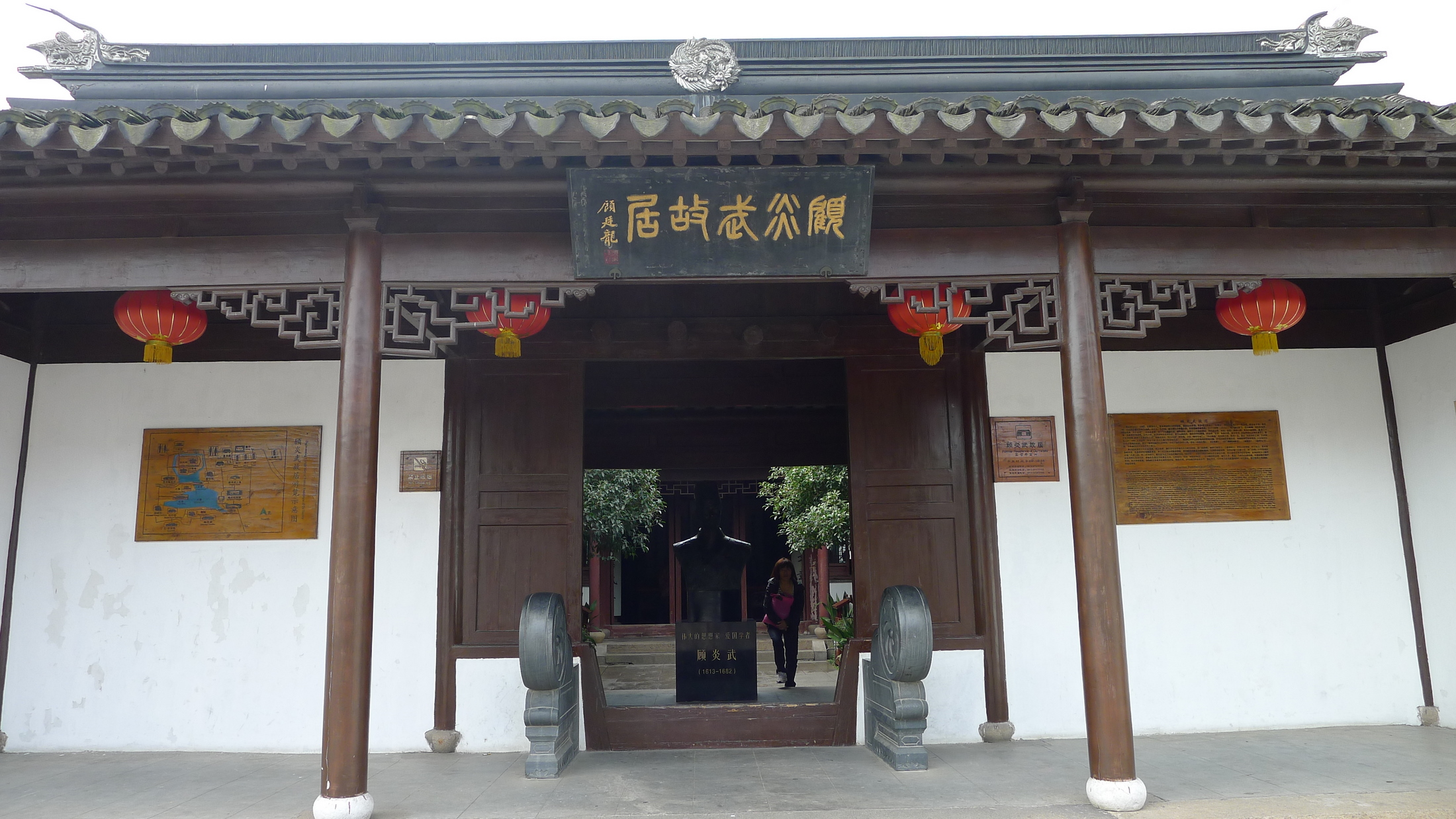
Antigua residencia de Gu Yanwu en Qiandeng.

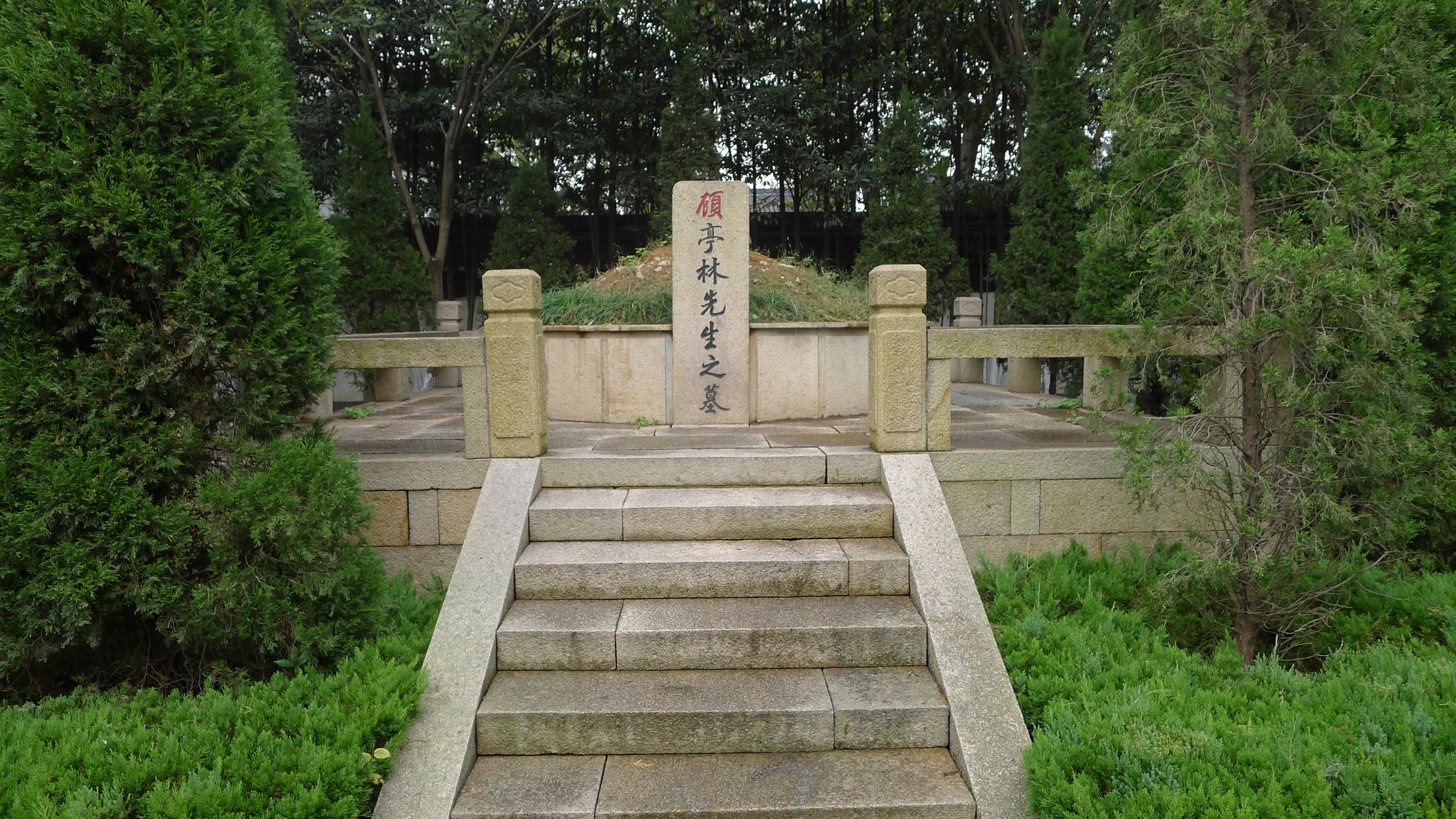
Tumba de Gu Yanwu.

Gu es conmemorado en el Parque Tinglin y el Museo Gu Yanwu en el Parque Tinglin de Kunshan. En 2005, el Departamento Central de Propaganda de China nombró al Museo Gu Yanwu, situado en la antigua residencia de Gu en la ciudad de Qiandeng, como una "base educativa del patriotismo nacional".

## Antigua residencia de Gu Yanwu
La antigua residencia de Gu Yanwu está ubicada en la ciudad de Qiandeng de Kunshan, un complejo de la dinastía Ming con sala principal, vivienda, estudio y jardín. La tumba de Gu Yanwu se encuentra en un rincón tranquilo del jardín.